# Câmpeni
Câmpeni (en húngaro: Topánfalva) es una ciudad de Rumania en el distrito de Alba.

## Geografía
Se encuentra a una altitud de 555 m s. n. m. a 432 km de la capital, Bucarest.

## Demografía
Según estimación 2012 contaba con una población de 7 798 habitantes.
| 1948 | 1956 | 1966  | 1977  | 1992  | 2002  | 2012  |
| s/d  | s/d  | 7 170 | 7 682 | 8 878 | 8 080 | 7 798 |